# Лейк-Каваног (Вашингтон)
Лейк-Каваног (англ. Lake Cavanaugh) — переписна місцевість (CDP) в США, в окрузі Скеджіт штату Вашингтон. Населення — 200 осіб (2020).

## Географія
Лейк-Каваног розташований за координатами 48°19′1″ пн. ш. 122°0′38″ зх. д. / 48.31694° пн. ш. 122.01056° зх. д. (48.316823, -122.010675).  За даними Бюро перепису населення США в 2010 році переписна місцевість мала площу 5,37 км², з яких 2,00 км² — суходіл та 3,37 км² — водойми.

## Демографія
Згідно з переписом 2010 року, у переписній місцевості мешкало 167 осіб у 90 домогосподарствах у складі 64 родин. Густота населення становила 31 особа/км².  Було 458 помешкань (85/км²).
Расовий склад населення:
| - 98,8 % — білих - 0,6 % — корінних американців |

До двох чи більше рас належало 0,6 %. Частка іспаномовних становила 0,6 % від усіх жителів.
За віковим діапазоном населення розподілялося таким чином: 5,4 % — особи молодші 18 років, 53,9 % — особи у віці 18—64 років, 40,7 % — особи у віці 65 років та старші. Медіана віку мешканця становила 61,6 року. На 100 осіб жіночої статі у переписній місцевості припадало 122,7 чоловіків;  на 100 жінок у віці від 18 років та старших — 122,5 чоловіків також старших 18 років.
За межею бідності перебувало 14,4 % осіб, у тому числі 100,0 % дітей у віці до 18 років та 0,0 % осіб у віці 65 років та старших.
Цивільне працевлаштоване населення становило 43 особи. Основні галузі зайнятості: мистецтво, розваги та відпочинок — 27,9 %, науковці, спеціалісти, менеджери — 18,6 %, інформація — 18,6 %.